# I Love Belarus
"I Love Belarus" je retro-popová píseň Anastasii Vinnikové, se kterou reprezentovala Bělorusko na Eurovision Song Contest 2011 v německém Düsseldorfu. Píseň byla představena veřejnosti dne 14. března 2011. Autory písně jsou Jevgenyj Olejnik a Svetlana Geraskova.
Původně byla pro Eurovision Song Contest 2011 vybrána píseň "I Am Belarusian", která byla stejně určena pro Anastasii Vinnikavou. Poté, co se zjistilo, že byla píseň prezentována veřejnosti již v létě 2010, musela být stažena.
Píseň "I Love Belarus" se objevila živě ve 2. semifinále dne 12. května jako 16. v pořadí následována Estonskem, které reprezentovala Getter Jaani s písní "Rockefeller Street" a předcházena Lotyšskem, které reprezentovala skupina Musiqq s písní je "Angel in Disguise" (česky Anděl v přestrojení). Píseň "I Love Belarus" se nedokázala kvalifikovat do finálového večera, umístila se na 14. místě a obdržela celkově 45 bodů.